# Bulbophyllum forrestii
Bulbophyllum forrestii är en orkidéart som beskrevs av Gunnar Seidenfaden. Bulbophyllum forrestii ingår i släktet Bulbophyllum och familjen orkidéer. Inga underarter finns listade i Catalogue of Life.